# Wesley Kreder
Wesley Kreder (Leida, 4 novembre 1990) è un ex ciclista su strada olandese, è stato professionista dal 2013 al 2023.

## Palmarès

### Strada
- 2008 (Juniores)

Classifica generale Acht van Bladel
3ª tappa Trophée Centre Morbihan (Radenac > Locminé)
1ª tappa, 2ª semitappa Ronde des Vallées (Hémonstoir > Hémonstoir)
- 2010 (Rabobank Continental, due vittorie)

Ronde van Midden-Nederland
Baronie Breda Classic
- 2012 (Vacansoleil-DCM, una vittoria)

Tour de Vendée
- 2016 (Roompot-Oranje Peloton, due vittorie)

2ª tappa Ster ZLM Toer (Oss > Oss)
Izegem Koers

#### Altri successi
- 2011 (Rabobank Continental)

3ª tappa Vuelta Ciclista a León (León, cronosquadre)

## Piazzamenti

### Grandi Giri
- Giro d'Italia

2021: 128º
2022: 139º
- Vuelta a España

2021: 110º

### Classiche monumento
- Giro delle Fiandre

2013: ritirato
2014: ritirato
2015: 66º
2016: ritirato
2017: 93º
2021: 105º
2022: non partito
2023: ritirato
- Parigi-Roubaix

2013: 91º
2014: 104º
2017: 80º
2019: 38º
2021: ritirato
2023: 61º

### Competizioni europee
- Campionati europei

Hooglede 2009 - In linea Under-23: 23º